# Kurt Singer (Musikwissenschaftler)

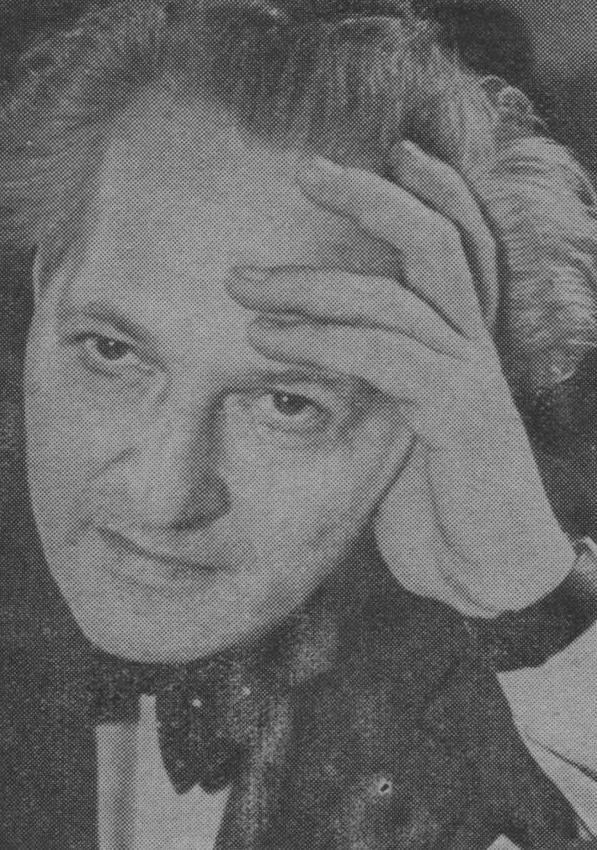
Kurt Singer, um 1937

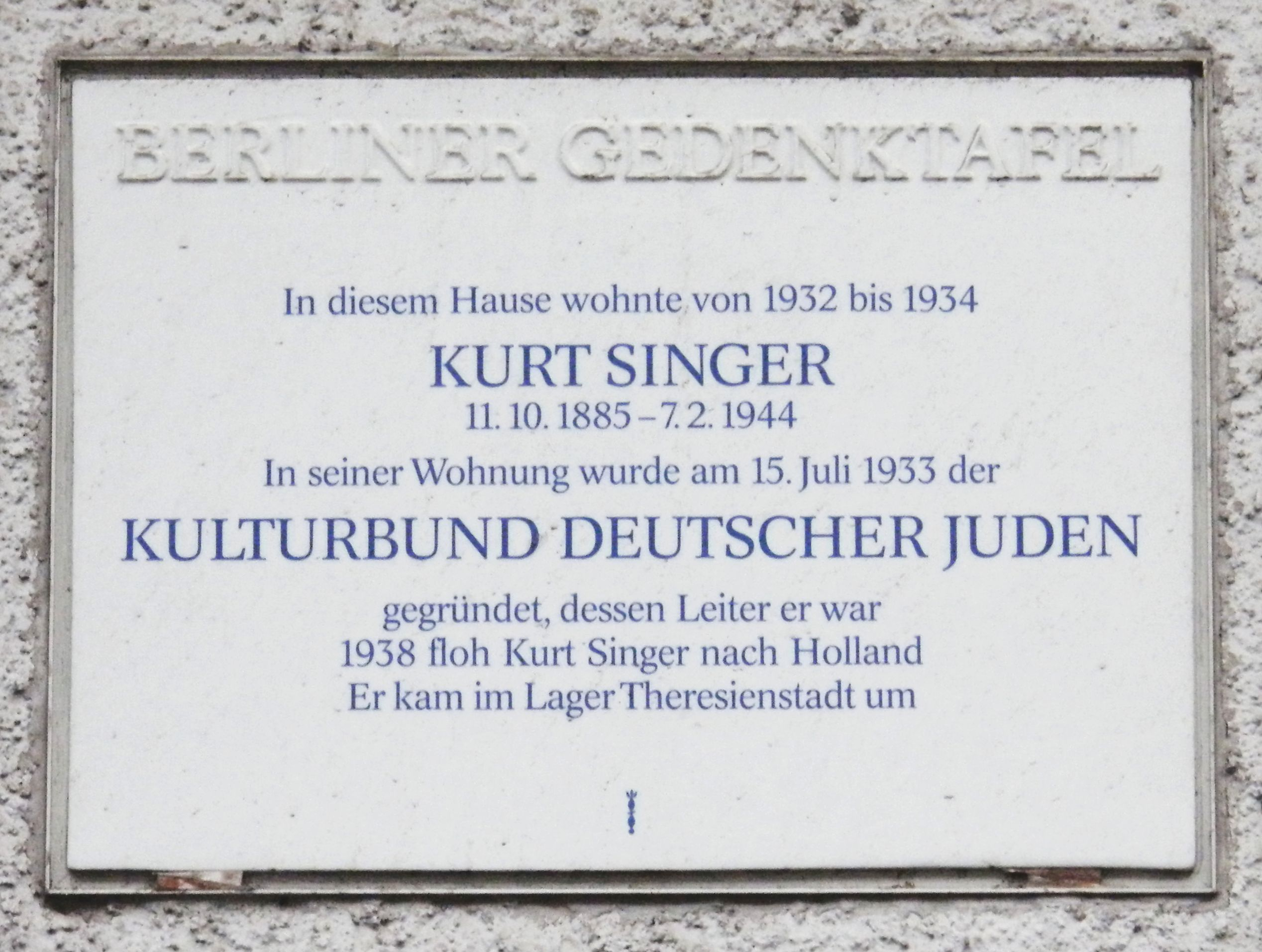
Berliner Gedenktafel: Kurt Singer und der Kulturbund Deutscher Juden

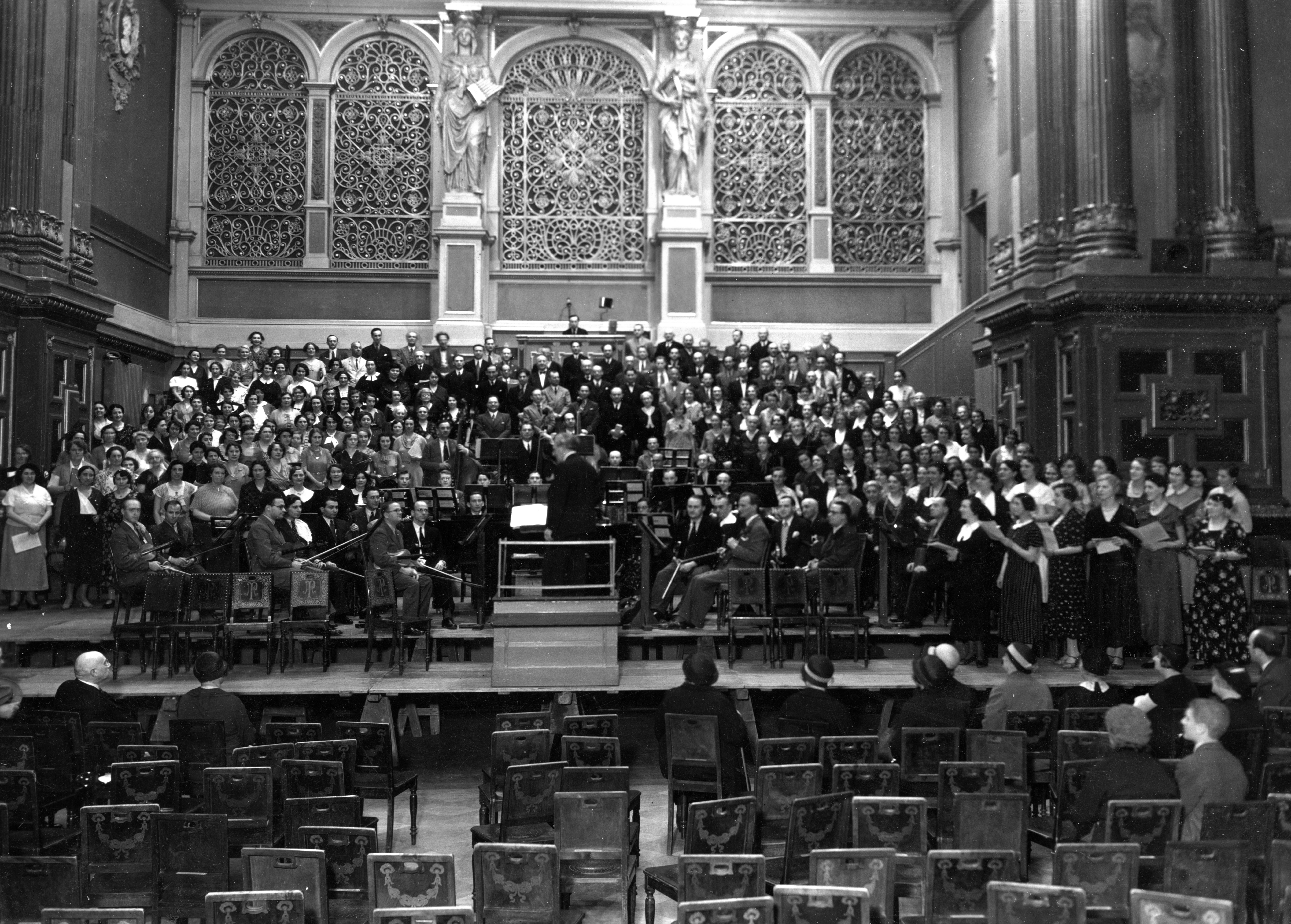
Kurt Singer dirigiert Judas Maccabaeus mit dem Orchester des Kulturbundes Deutscher Juden in der Berliner Philharmonie, Bernburger Straße, am 7. und 8. Mai 1934

Kurt Singer (* 11. Oktober 1885 in Berent, Westpreußen; † 7. Februar 1944 im KZ Theresienstadt) war ein Berliner Neurologe, Musikwissenschaftler und Vorsitzender des jüdischen Kulturbundes. 

## Leben
Kurt Singer, Sohn eines Rabbiners, verbrachte seine Jugend in Koblenz. Nach dem Abitur studierte er Medizin, Psychologie und Musikwissenschaften. 1908 wurde er zum Dr. med. promoviert und arbeitete zunächst als Nervenarzt in der Berliner Charité.
Seit 1910 schrieb er Musikkritiken. 1913 gründete er den Berliner Ärztechor, den er bis in die Zeit des Nationalsozialismus leitete. 1923 wurde er Professor an der Staatlichen Akademischen Hochschule für Musik, wo er sowohl lehren als auch forschen konnte. Drei Jahre später erschien sein Werk Die Berufskrankheiten der Musiker. Singer leitete von 1923 bis 1932 die ärztliche Beratungsstelle an der Hochschule für Musik und hielt Vorlesungen über Berufskrankheiten von Musikern. Von 1927 bis 1931 war er vorübergehend zunächst Stellvertreter und dann Intendant der Städtischen Oper Berlin. An der Musikhochschule wurde er im Herbst 1932 wegen angeblicher finanzieller Schwierigkeiten entlassen. Als nach der Machtübergabe an die Nationalsozialisten 1933 zahlreiche Musiker jüdischer Herkunft nach dem Gesetz zur Wiederherstellung des Berufsbeamtentums ihre Stellung verloren, gründete er den jüdischen Kulturbund.
Singer emigrierte 1938 nach Amsterdam. 1943 wurde er verhaftet, zunächst in das Durchgangslager Westerbork, anschließend in das Ghetto Theresienstadt deportiert. Dort starb er am 7. Februar 1944 an den Folgen der Haftbedingungen.
Nach Singer ist heute das Kurt-Singer-Institut für Musikphysiologie und Musikergesundheit an der Hochschule für Musik „Hanns Eisler“ Berlin und der Universität der Künste Berlin benannt.

## Schriften
Artikel:
im Gemeindeblatt der Juedischen Gemeinde zu Berlin:
- Die Welt des "Fidelio", Jg. 24. 1934, Nr. 41 (3. November 1934), S. 3
- Disput über Saint-Saëns' Oper "Samson und Dalila", Jg. 26. 1936, Nr. 11 (15. März 1936), S. 9
- Dr. Singer erklärt, Jg. 26. 1936, Nr. 21 (24. Mai 1936), S. 22
- Die nächste Kulturbund-Premiere, Jg. 26. 1936, Nr. 22 (31. Mai 1936), S. 9
- Kulturbund vor Gericht, Jg. 26. 1936, Nr. 27 (5. Juli 1936), S. 3
- Kulturbundbilanz 1936, Jg. 27. 1937, Nr. 1 (3. Januar 1937), S. 4
- Händels "Israel", Jg. 27. 1937, Nr. 6 (7. Februar 1937), S. 11
- Der Jüdische Kulturbund wirbt!, Jg. 27. 1937, Nr. 34 (22. August 1937), S. 3
- Wie organisieren wir das Hauskonzert?, Jg. 27. 1937, Nr. 39 (26. September 1937), S. 17
- "Wenn ich König wär", Jg. 28. 1938, Nr. 7 (13. Februar 1938), S. 5
- "Die schöne Helena", Jg. 28. 1938, Nr. 23 (5. Juni 1938), S. 7
- Hilfe für jüdische Autoren, Jg. 28. 1938, Nr. 40 (2. Oktober 1938), S. 4

in der Sozialistischen Warte:
- Sozialistische Bewegung, Jg. 12. 1937, Nr. 23 (5. November 1937), S. 543